# Francisco dos Santos
Francisco dos Santos (Paiões, Rio de Mouro, Sintra, 22 de Outubro de 1878 — Benfica, Lisboa, 27 de abril de 1930) foi um escultor e pintor português.

## Biografia

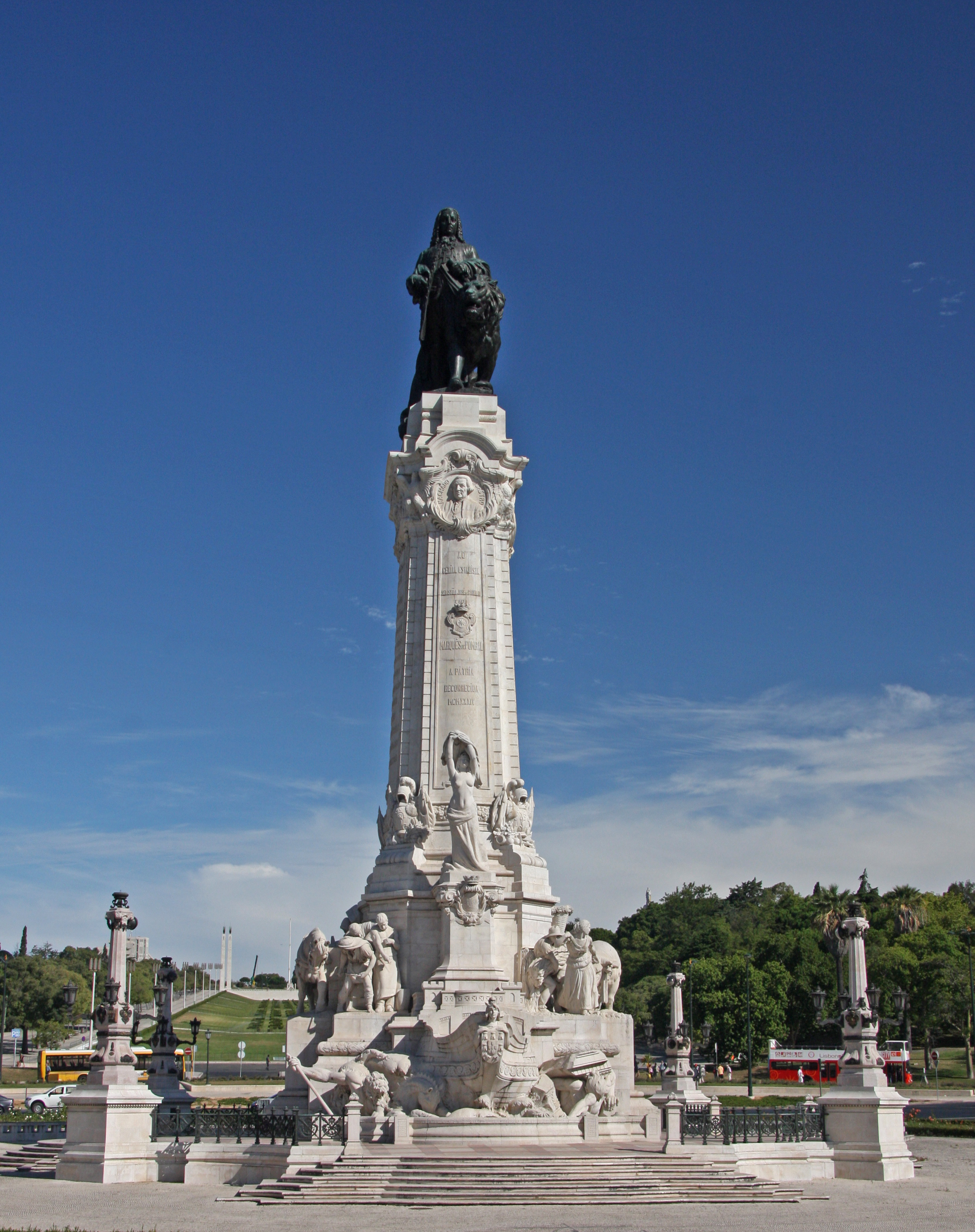
Monumento ao Marquês de Pombal, Lisboa

Nasceu em Paiões, freguesia de Rio de Mouro, concelho de Sintra. Era filho de um sapateiro pobre, José Nicolau dos Santos, e de Adelaide Sofia Duarte, ambos naturais de Sintra (ele da freguesia de São João das Lampas e ela da freguesia de Rio de Mouro). 
Ficou órfão de pai aos dois anos de idade. Por iniciativa do pároco da freguesia, entrou para a Real Casa Pia de Lisboa em 1887, revelando especiais aptidões para o desenho e para a escultura. Matriculou-se na Escola de Belas-Artes de Lisboa em 1893, onde foi aluno de José Simões de Almeida (tio), vindo a terminar o curso com distinção cinco anos mais tarde. Neste período foi jogador de futebol da Real Casa Pia.
Em 1903 partiu para Paris, como pensionista, para frequentar a Escola de Belas Artes. A bolsa de estudo era magra e na capital francesa passou por dificuldades financeiras. Frequentou o atelier de Raoul Verlet. Quando passava por Portugal nunca deixava de jogar futebol, oficialmente pelo Sport Lisboa, que antigos colegas da Casa Pia ajudaram a fundar, em Belém.
Em 1906, graças a um subsídio concedido pelo Visconde de Valmor pode partir para Roma, para prosseguir os seus estudos e aprimorar a sua arte escultórica. Foi aí que executou a estátua Crepúsculo (1906), atualmente no Museu do Chiado, em Lisboa.
A 5 de agosto de 1909, casou na igreja de San Bernardo alle Terme, em Roma, com a francesa Nadine Dubosc (Paris, c. 1882). Ainda lutando com dificuldades financeiras, agora pai de uma criança, lecionou francês e jogou futebol na equipe do Lazio, que chegou a capitanear e onde se destacou, tornando-se no primeiro futebolista português a jogar no estrangeiro. A sua filha, Adelaide Dubosc dos Santos, casou com o arquiteto Raul Rodrigues Lima.
Regressou a Portugal em 1909; no ano seguinte, no contexto da Implantação da República Portuguesa, venceu o concurso promovido pela Câmara Municipal de Lisboa para a eleição do busto feminino oficial da República portuguesa. No plano desportivo, prosseguiu a sua carreira tendo ainda jogado no Sporting Clube de Portugal. Foi um dos fundadores da Associação de Futebol de Lisboa e foi, também, árbitro de futebol.
A sua obra adota, "numa situação tardo-naturalista, intenções simbolistas" que seriam desenvolvidas de outro modo por escultores do primeiro modernismo nacional. Esculpiu Salomé, 1913, Beijo, 1915, Nina (obras pertencentes ao Museu do Chiado), e Prometeu, atualmente no Jardim Constantino, Lisboa. Foi ainda autor da escultura mortuária Poeta para o túmulo de Gomes Leal, no Cemitério do Alto de São João, em Lisboa, e o principal escultor do Monumento ao Marquês de Pombal, na praça do mesmo nome em Lisboa, depois de vencer o concurso aberto em 1915 para seleção do melhor projeto (em colaboração com os arquitetos Arnaldo Adães Bermudes e António do Couto).
Na pintura, assinale-se a sensualidade dos seus nus femininos.
Francisco dos Santos faleceu, inesperadamente, em sua casa, na Estrada de Benfica, n.º 485, 1.º andar, freguesia de Benfica, em Lisboa, às 4 da madrugada de 27 de Abril de 1930, vitimado por uma congestão cerebral. Foi sepultado no Cemitério de Benfica.

### Monumento ao Marquês de Pombal

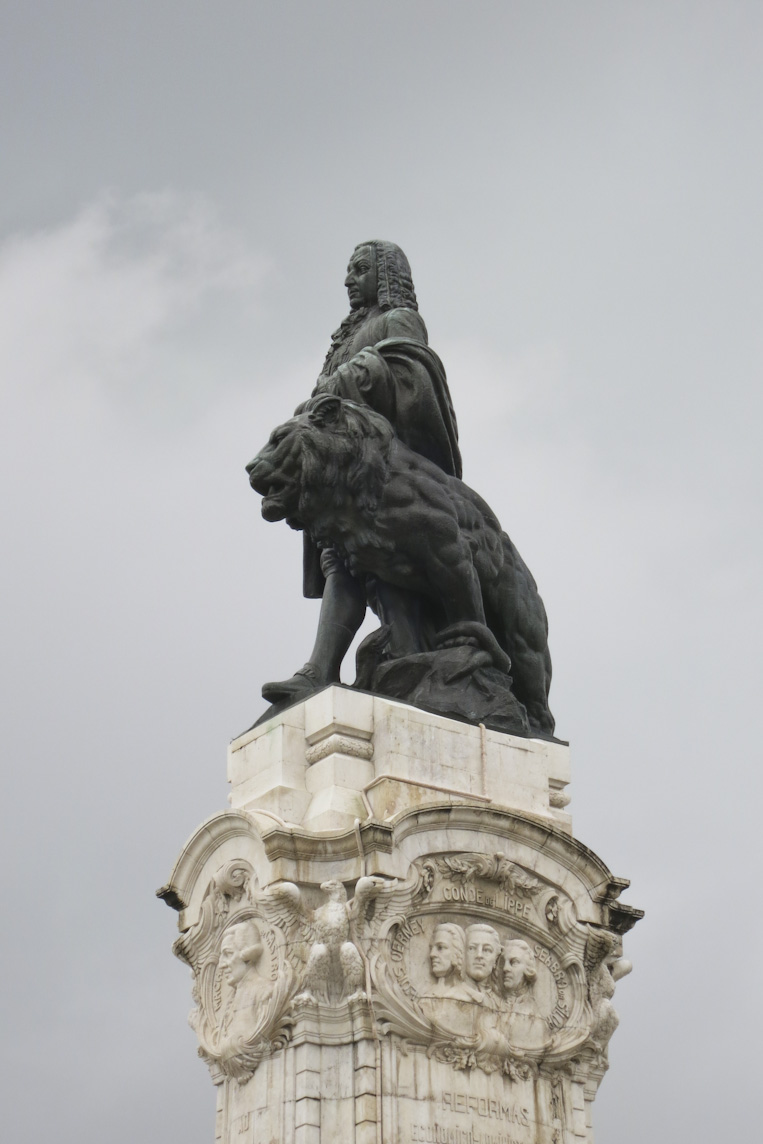
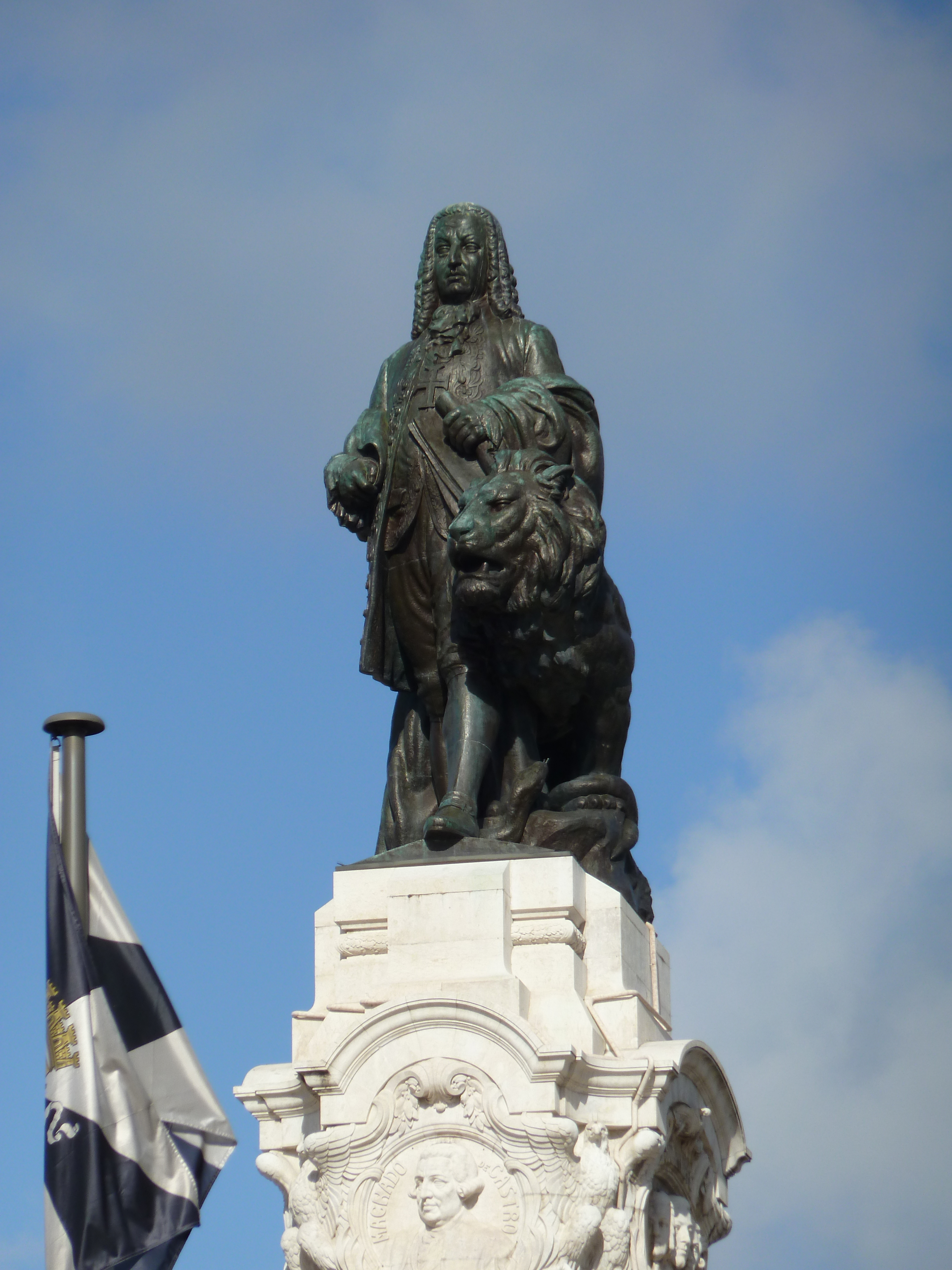
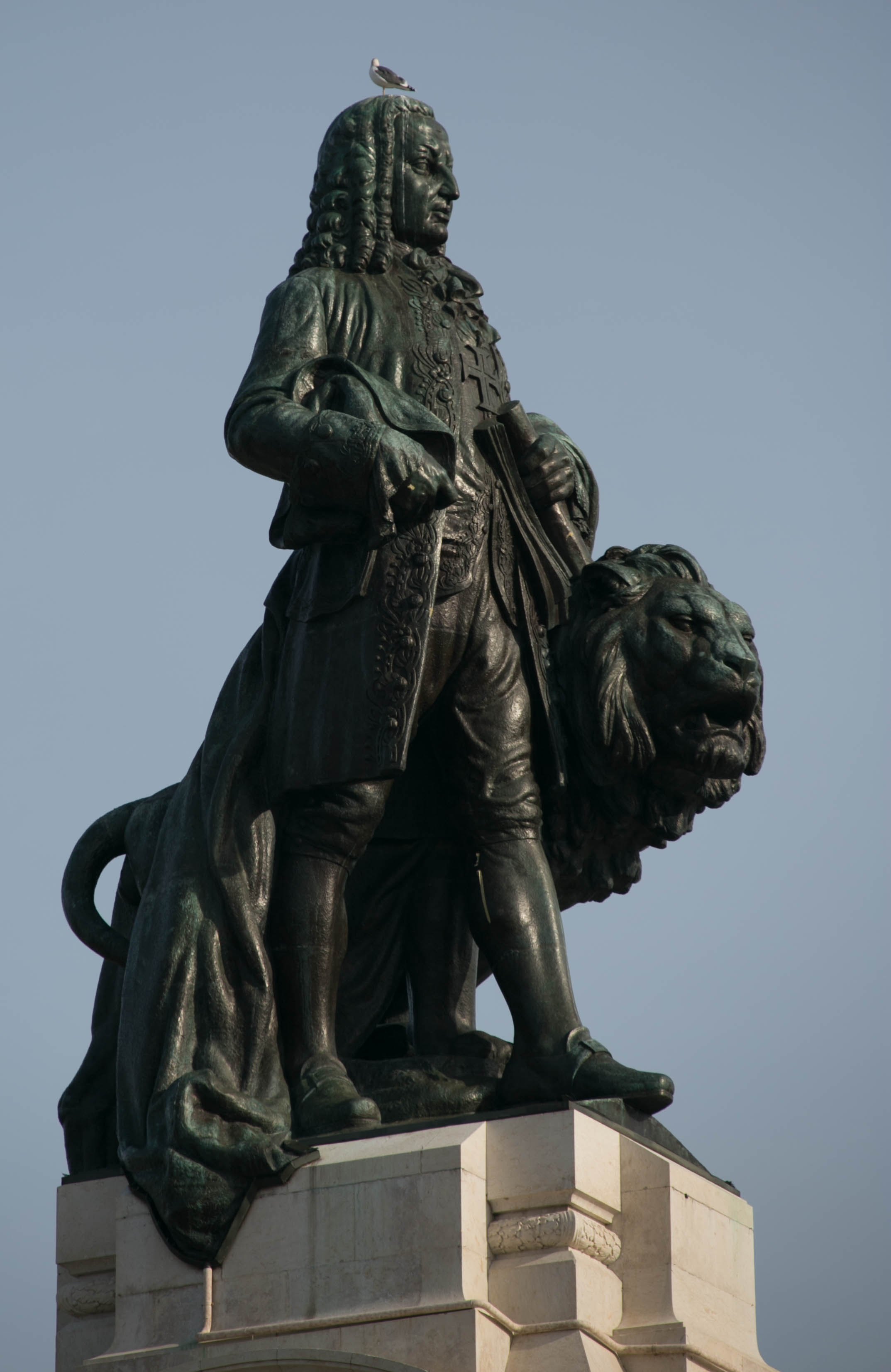